# Fed Cup 2016 – baráž Světové skupiny
Baráž Světové skupiny Fed Cupu 2016 představovala čtyři mezistátní zápasy, které se uskutečnily 16. a 17. dubna 2016. Utkaly se v nich čtyři týmy, které prohrály v 1. kole Světové skupiny – Rusko
Itálie, Německo a Rumunsko, se čtyřmi vítěznými družstvy ze Světové skupiny II – Běloruskem, Španělskem, Spojenými státy a Austrálií. Podle aktuálního žebříčku ITF jsou čtyři nejvýše klasifikované týmy nasazeny. 
Vítězové se kvalifikovali do Světové skupiny 2017 a poražení do Světové skupiny II pro rok 2017.
Německo se udrželo ve světové skupině pro rok 2017. Bělorusko, Španělsko a Spojené státy do této nejvyšší úrovně postoupily. Austrálie setrvala ve druhé světové skupině pro rok 2017 a Rusko, Itálie a Rumunsko do této druhé kvalitativní úrovně soutěže sestoupily.

## Barážové zápasy

### Rusko vs. Bělorusko
| Malá aréna Lužniky, Moskva, Rusko 16.–17. dubna 2016 antuka (hala) | |                                                                           |     |     |     |  |
| \| 1. \| \| Darja Kasatkinová Aljaksandra Sasnovičová \| 6 3 \| 3 6 \| 6 1 \| \| \| 2. \| \| Margarita Gasparjanová Viktoria Azarenková \| 2 6 \| 3 6 \| \| \| \| 3. \| \| Darja Kasatkinová Viktoria Azarenková \| 2 6 \| 7 5 \| 3 6 \| \| \| 4. \| \| Margarita Gasparjanová Aljaksandra Sasnovičová \| 6 4 \| 1 6 \| 5 7 \| \| \| 5. \| \| Darja Kasatkinová / Jelena Vesninová Olga Govorcovová / Aryna Sabalenková \| 6 4 \| 6 2 \| \| \| \| Nominace \| \| \| \| \| \| \| \| \| Rusko: Darja Kasatkinová, Margarita Gasparjanová, Jelena Vesninová, Jelizaveta Kuličkovová, nehrající kapitánka: Anastasija Myskinová \| \| \| \| \| \| \| \| Bělorusko: Viktoria Azarenková, Olga Govorcovová, Aljaksandra Sasnovičová, Aryna Sabalenková, nehrající kapitán Eduard Dubrov \| \| \| \| \| \| \| Podrobnosti \| \| \| \| \| \| \| \| \| Poměr vzájemných střetnutí mezi Ruskem a Běloruskem byl před baráží 1:2. \| \| \| \| \| \| | |                                                                           |     |     |     |  |
| | |                                                                           | 1.  | 2.  | 3.  |  |
| 1. | | Darja Kasatkinová Aljaksandra Sasnovičová                                 | 6 3 | 3 6 | 6 1 |  |
| 2. | | Margarita Gasparjanová Viktoria Azarenková                                | 2 6 | 3 6 |     |  |
| 3. | | Darja Kasatkinová Viktoria Azarenková                                     | 2 6 | 7 5 | 3 6 |  |
| 4. | | Margarita Gasparjanová Aljaksandra Sasnovičová                            | 6 4 | 1 6 | 5 7 |  |
| 5. | | Darja Kasatkinová / Jelena Vesninová Olga Govorcovová / Aryna Sabalenková | 6 4 | 6 2 |     |  |
| Nominace | |                                                                           |     |     |     |  |
| | Rusko: Darja Kasatkinová, Margarita Gasparjanová, Jelena Vesninová, Jelizaveta Kuličkovová, nehrající kapitánka: Anastasija Myskinová |                                                                           |     |     |     |  |
| | Bělorusko: Viktoria Azarenková, Olga Govorcovová, Aljaksandra Sasnovičová, Aryna Sabalenková, nehrající kapitán Eduard Dubrov         |                                                                           |     |     |     |  |
| Podrobnosti | |                                                                           |     |     |     |  |
| | Poměr vzájemných střetnutí mezi Ruskem a Běloruskem byl před baráží 1:2.                                                              |                                                                           |     |     |     |  |

### Španělsko vs. Itálie
| Club de Tennis Lleida, Lleida, Španělsko 16.–17. dubna 2016 antuka | |                                                                                       |      |     |    |            |
| \| 1. \| \| Garbiñe Muguruzaová Francesca Schiavoneová \| 7 64 \| 6 0 \| \| \| \| 2. \| \| Carla Suárezová Navarrová Roberta Vinciová \| 6 1 \| 6 1 \| \| \| \| 3. \| \| Garbiñe Muguruzaová Roberta Vinciová \| 6 2 \| 6 2 \| \| \| \| 4. \| \| Carla Suárezová Navarrová Francesca Schiavoneová \| \| \| \| nehrálo se \| \| 5. \| \| Anabel Medina Garrigues / Sara Sorribes Tormo Karin Knappová / Francesca Schiavoneová \| 1 \| \| \| skreč \| \| Nominace \| \| \| \| \| \| \| \| \| Španělsko: Garbiñe Muguruzaová, Carla Suárezová Navarrová, Sara Sorribesová Tormová, Anabel Medinaová Garriguesová, nehrající kapitánka Conchita Martínezová \| \| \| \| \| \| \| \| Itálie: Roberta Vinciová, Sara Erraniová, Karin Knappová, Francesca Schiavoneová, nehrající kapitán: Corrado Barazzutti \| \| \| \| \| \| \| Podrobnosti \| \| \| \| \| \| \| \| \| Poměr vzájemných střetnutí mezi Španělskem a Itálií byl před baráží 3:3. \| \| \| \| \| \| | |                                                                                       |      |     |    |            |
| | |                                                                                       | 1.   | 2.  | 3. |            |
| 1. | | Garbiñe Muguruzaová Francesca Schiavoneová                                            | 7 64 | 6 0 |    |            |
| 2. | | Carla Suárezová Navarrová Roberta Vinciová                                            | 6 1  | 6 1 |    |            |
| 3. | | Garbiñe Muguruzaová Roberta Vinciová                                                  | 6 2  | 6 2 |    |            |
| 4. | | Carla Suárezová Navarrová Francesca Schiavoneová                                      |      |     |    | nehrálo se |
| 5. | | Anabel Medina Garrigues / Sara Sorribes Tormo Karin Knappová / Francesca Schiavoneová | 1    |     |    | skreč      |
| Nominace | |                                                                                       |      |     |    |            |
| | Španělsko: Garbiñe Muguruzaová, Carla Suárezová Navarrová, Sara Sorribesová Tormová, Anabel Medinaová Garriguesová, nehrající kapitánka Conchita Martínezová |                                                                                       |      |     |    |            |
| | Itálie: Roberta Vinciová, Sara Erraniová, Karin Knappová, Francesca Schiavoneová, nehrající kapitán: Corrado Barazzutti                                      |                                                                                       |      |     |    |            |
| Podrobnosti | |                                                                                       |      |     |    |            |
| | Poměr vzájemných střetnutí mezi Španělskem a Itálií byl před baráží 3:3.                                                                                     |                                                                                       |      |     |    |            |

### Rumunsko vs. Německo
| Sala Polivalenta, Kluž, Rumunsko 16.–17. dubna 2016 antuka (hala) | |                                                                                |      |      |          |  |
| \| 1. \| \| Irina-Camelia Beguová Angelique Kerberová \| 2 6 \| 3 6 \| \| \| \| 2. \| \| Simona Halepová Andrea Petkovicová \| 6 4 \| 65 7 \| 6 4 \| \| \| 3. \| \| Simona Halepová Angelique Kerberová \| 2 6 \| 2 6 \| \| \| \| 4. \| \| Monica Niculescuová Andrea Petkovicová \| 6 0 \| 61 7 \| 3 6 \| \| \| 5. \| \| Irina-Camelia Beguová / Alexandra Dulgheruová Annika Becková / Julia Görgesová \| 7 65 \| 64 7 \| [7] [10] \| \| \| Nominace \| \| \| \| \| \| \| \| \| Rumunsko: Simona Halepová, Monica Niculescuová, Irina-Camelia Beguová, Alexandra Dulgheruová, nehrající kapitánka Alina Cercelová-Tescorová \| \| \| \| \| \| \| \| Německo: Angelique Kerberová, Andrea Petkovicová, Annika Becková, Julia Görgesová, nehrající kapitánka: Barbara Rittnerová \| \| \| \| \| \| \| Podrobnosti \| \| \| \| \| \| \| \| \| Poměr vzájemných střetnutí mezi Rumunskem a Německem byl před baráží 0:1, když se týmy utkaly v roce 1974. \| \| \| \| \| \| | |                                                                                |      |      |          |  |
| | |                                                                                | 1.   | 2.   | 3.       |  |
| 1. | | Irina-Camelia Beguová Angelique Kerberová                                      | 2 6  | 3 6  |          |  |
| 2. | | Simona Halepová Andrea Petkovicová                                             | 6 4  | 65 7 | 6 4      |  |
| 3. | | Simona Halepová Angelique Kerberová                                            | 2 6  | 2 6  |          |  |
| 4. | | Monica Niculescuová Andrea Petkovicová                                         | 6 0  | 61 7 | 3 6      |  |
| 5. | | Irina-Camelia Beguová / Alexandra Dulgheruová Annika Becková / Julia Görgesová | 7 65 | 64 7 | [7] [10] |  |
| Nominace | |                                                                                |      |      |          |  |
| | Rumunsko: Simona Halepová, Monica Niculescuová, Irina-Camelia Beguová, Alexandra Dulgheruová, nehrající kapitánka Alina Cercelová-Tescorová |                                                                                |      |      |          |  |
| | Německo: Angelique Kerberová, Andrea Petkovicová, Annika Becková, Julia Görgesová, nehrající kapitánka: Barbara Rittnerová                  |                                                                                |      |      |          |  |
| Podrobnosti | |                                                                                |      |      |          |  |
| | Poměr vzájemných střetnutí mezi Rumunskem a Německem byl před baráží 0:1, když se týmy utkaly v roce 1974.                                  |                                                                                |      |      |          |  |

### Austrálie vs. Spojené státy americké
| Pat Rafter Arena, Brisbane, Austrálie 16.–17. dubna 2016 antuka | |                                                                                  |     |     |     |            |
| \| 1. \| \| Darja Gavrilovová Madison Keysová \| 4 6 \| 2 6 \| \| \| \| 2. \| \| Samantha Stosurová Christina McHaleová \| 6 3 \| 1 6 \| 5 7 \| \| \| 3. \| \| Samantha Stosurová Coco Vandewegheová \| 6 2 \| 5 7 \| 4 6 \| \| \| 4. \| \| Darja Gavrilovová Christina McHaleová \| \| \| \| nehrálo se \| \| 5. \| \| Darja Gavrilovová / Arina Rodionovová Bethanie Mattek-Sands / Coco Vandewegheová \| 1 6 \| 4 6 \| \| \| \| Nominace \| \| \| \| \| \| \| \| \| Austrálie: Samantha Stosurová, Darja Gavrilovová, Casey Dellacquová, Arina Rodionovová, nehrající kapitánka: Alicia Moliková \| \| \| \| \| \| \| \| Spojené státy americké: Madison Keysová, Coco Vandewegheová, Christina McHaleová, Bethanie Matteková-Sandsová, nehrající kapitánka: Mary Joe Fernandezová \| \| \| \| \| \| \| Podrobnosti \| \| \| \| \| \| \| \| \| Poměr vzájemných střetnutí mezi Austrálií a Spojenými státy byl před baráží 5:8. \| \| \| \| \| \| | |                                                                                  |     |     |     |            |
| | |                                                                                  | 1.  | 2.  | 3.  |            |
| 1. | | Darja Gavrilovová Madison Keysová                                                | 4 6 | 2 6 |     |            |
| 2. | | Samantha Stosurová Christina McHaleová                                           | 6 3 | 1 6 | 5 7 |            |
| 3. | | Samantha Stosurová Coco Vandewegheová                                            | 6 2 | 5 7 | 4 6 |            |
| 4. | | Darja Gavrilovová Christina McHaleová                                            |     |     |     | nehrálo se |
| 5. | | Darja Gavrilovová / Arina Rodionovová Bethanie Mattek-Sands / Coco Vandewegheová | 1 6 | 4 6 |     |            |
| Nominace | |                                                                                  |     |     |     |            |
| | Austrálie: Samantha Stosurová, Darja Gavrilovová, Casey Dellacquová, Arina Rodionovová, nehrající kapitánka: Alicia Moliková                              |                                                                                  |     |     |     |            |
| | Spojené státy americké: Madison Keysová, Coco Vandewegheová, Christina McHaleová, Bethanie Matteková-Sandsová, nehrající kapitánka: Mary Joe Fernandezová |                                                                                  |     |     |     |            |
| Podrobnosti | |                                                                                  |     |     |     |            |
| | Poměr vzájemných střetnutí mezi Austrálií a Spojenými státy byl před baráží 5:8.                                                                          |                                                                                  |     |     |     |            |